# Складна адаптивна система
Складна́ адапти́вна систе́ма (САС) — складна система, що володіє наступними властивостями:
1. складається з підсистем, які також є САС;
2. є відкритою системою, що обмінюються з оточенням речовиною, енергією та інформацією;
3. є складною системою, властивості якої невиведені з властивостей її підсистемні рівнів;
4. володіє самоподобою (фрактальна будова);
5. здатна до адаптивної активності за рахунок якої приростають корисні особливості і зменшуються даремні здібності;
6. здатна підтримувати свій стаціонарний стан;
7. здатна нарощувати впорядкованість і складність за рахунок адаптивної активності.

Прикладами САС є живі системи і соціоекономічні системи. Існує кілька різних способів опису САС. Їх можна розділити на два класи:
- Теорії, в яких макродинамічні регулярності виводяться за допомогою моделювання ансамблю окремих «агентів», що діють за деякими адаптивними правилами. При цьому ансамбль як єдине ціле генерує певні макрозакономірності. Ця теорія спонтанного виникнення самовпорядкування активно розвивається в рамках досліджень Santa Fe Institute.

- Інший спосіб опису макродинаміки САС виходить з припущення, що деякі найфундаментальніші властивості САС можуть бути виведені з таких загальних властивостей цих систем, як притаманна їм здатність адаптуватися до змін оточення. Цей підхід не вимагає залучення будь-якої інформації про будову САС, або знання її мікроструктури.

## Метод Системного Потенціалу (МСП)
МСП-підхід виводить макродінамічні властивості системи з її здатності адаптуватися до змін оточення. Ця здатність виражається в наявності у таких систем наступних двох властивостей:
- здатності акумулювати і використовувати корисний досвід

- здатності підтримувати свій тимчасово-рівноважний стан.

Перша властивість може бути представлено як петля позитивного зворотного зв'язку: "корисний досвід " — "адаптивна діяльність "- «приріст в корисному досвіді». Другу властивість можна уявити як дію негативного (стабілізуючого) зворотного зв'язку: «відхилення від тимчасово-рівноважного стану» — «внутрішні процеси в САС» — "повернення до тимчасового рівноважного стану ". Згідно з МСП-підходом динаміка САС на макро-рівні визначається взаємодією позитивної та негативної петель зворотного зв'язку. Ці два процеси висловлюють на макрорівні адаптивну поведінка окремих частин і підсистем САС (наприклад, агентів в Економічній САС).
Корисний досвідділиться напотенціал системиіумови його реалізації. У залежності відумовзастосовується лише частина наявногопотенціалу. Частка реалізованої (застосовуваної) частинипотенціалухарактеризуєефективністьСАС. Система прагне реалізувати повністю наявнийпотенціал. У міру її розвитку частка нездійсненною частинипотенціалузменшується, а значитьефективністьСАС зростає. Однак при цьому зростає і нестійкість тимчасово-рівноважного стану. У результаті Система стає чутлива до малих випадковим збурень. Існують два нестабільних тимчасово-рівноважних стану. Як тільки Система виявляється в околиці одного з цих нестабільних станів, вона під дією малого випадкового обурення здійснює катастрофічний стрибок у нове стабільне тимчасово-рівноважний стан. Так формуєтьсяеволюційний циклрозвитку Системи, що складається з двох фаз плавного зростанняефективностіі двох катастрофічних стрибківефективностіСАС. Фаза плавного зростання з низькими значеннямиефективності- це фаза «депресії», фаза плавного зростання з високими значеннямиефективності- це фаза «процвітання», катастрофічний стрибокефективностівгору — фаза «оживлення» після «депресії» і фаза катастрофічного падінняефективності- фаза «кризи» САС. Застосування МСП-підходу до економіки дає модель бізнес-циклу у вигляді нерегулярних релаксаційних коливань.